# Time Commando
Time Commando (tạm dịch: Biệt kích du hành vượt thời gian) là một game thuộc thể loại hành động phiêu lưu do hãng Adeline Software phát triển và Electronic Arts phát hành ở châu Âu, Activision ở châu Mỹ (Hoa Kỳ và Brasil), và Virgin Interactive (phiên bản PlayStation) và Acclaim Entertainment (phiên bản Sega Saturn) ở Nhật Bản. Ban đầu game được phát hành cho PC vào ngày 31 tháng 7 năm 1996 ở châu Âu, Mỹ và Brasil, và sau được chuyển sang hệ máy PlayStation và phát hành vào tháng 9 năm 1996 tại châu Âu, tháng 9 năm 1996 ở Mỹ và ngày 15 tháng 9 năm 1996 tại Nhật Bản. Phiên bản Sega Saturn của trò chơi còn được phát hành tại Nhật Bản vào ngày 5 tháng 3 năm 1998. Time Commando đã được GOG.com tái phát hành cho các hệ thống máy tính hiện đại vào ngày 6 tháng 1 năm 2012.

## Cốt truyện
Trò chơi diễn ra trong tương lai gần vào năm 2020. Quân đội nhờ sự giúp đỡ của một công ty tư nhân đã tạo ra một cỗ máy tính có khả năng mô phỏng bất kỳ hình thức chiến đấu nào từ bất cứ thời điểm nào trong lịch sử thế giới. Tuy nhiên, một lập trình viên từ phía công ty đối thủ đã làm lây nhiễm hệ thống bằng loại "Predator Virus" tạo ra cơn lốc biến đổi dòng thời gian, đe dọa nuốt chửng cả thế giới nếu không tiêu diệt nó ngay lập tức. Người chơi vào vai Stanley Opar, đặc vụ S.A.V.E. (Special Action for Virus Elimination - hành động đặc biệt diệt trừ virus) tại trung tâm đã đặt chân vào vòng xoáy thời gian để cố ngăn chặn virus hòng cứu nguy cho nhân loại.
Để thực hiện điều này, Stanley phải chống lại đủ mọi kẻ thù qua các thời kỳ khác nhau. Những thời đại này gồm Tiền sử (Prehistoric có người nguyên thủy, hổ răng kiếm và gấu hang), Đế quốc La Mã (Roman Empire), Nhật Bản thời phong kiến (Feudal Japan), Trung Cổ (Medieval), Conquistador (Thời kỳ khai phá Tân Thế giới), Miền Viễn Tây nước Mỹ (Wild West), Hiện đại (Modern Wars gồm Thế chiến I và Thế chiến III), Tương lai (Future tức thời của Stanley), và cuối cùng là bên trong cỗ máy chính (Virus World) nhằm phá hủy con virus.

## Lối chơi
Cứ mỗi màn, người chơi đều có thể thu thập các loại vũ khí khác nhau dành riêng cho thời kỳ đó. Stanley có cột máu nhỏ sẽ phát triển lớn hơn nữa xuyên suốt game, khi người chơi nâng cấp chỉ số máu của nhân vật chính. Dọc theo cùng một hàng, Stanleycó nhiều sinh mạng. Khi người chơi chơi qua được một màn, một thanh thời gian sẽ đếm ngược thời gian cho đến khi virus xâm nhập toàn bộ và người chơi thiệt mạng, được lấp đầy dần dần. Thanh này có thể trút sạch bằng cách gửi các chip máy tính thu thập được trong suốt các màn chơi tại những cái "orb pool" khác nhau, tương tự như cái vòng xoáy thời gian mà Stanley lần đầu tiên bước vào.
Tại mỗi thời kỳ, Stanley có thể sử dụng năm loại vũ khí độc đáo của thời đó:
- Prehistoric (Thời kỳ Tiền sử): Rock*, bone knife, club, spear, giant club.
- Roman Empire (Thời kỳ Đế chế La Mã): Dagger, gladius, sling*, trident với shield, battle axe.
- Feudal Japan (Nhật Bản thời phong kiến): Fan*, shuriken*, katana, dao, fireball*.
- Medieval (châu Âu thời Trung Cổ): Morning star, sword và shield, longsword, crossbow*, parchment*.
- Conquistador (Thời kỳ khai phá Tân Thế giới): Sabre, halberd, flintlock*, macuahuitl, blowgun*.
- Wild West (Nước Mỹ miền Viễn Tây thế kỷ 19): Revolver*, shotgun*, Winchester rifle*, dynamite*, dual-wielded revolvers*.
- Modern Wars (Thời kỳ Hiện đại): Smith & Wesson Model 3*, Enfield bayonet*, AK-47*, hand grenade*, Bazooka*.
- Future (Thời kỳ Tương lai gần): Laser pistol*, laser machine-gun* (gắn vào cánh tay trái của Stanley), yo-yo, atomic grenades*, Spacesuit.
- Virus World (Thời kỳ Tương lai xa): Crystal stars*.

Dấu hình sao " * " để chỉ vũ khí này có số lần sử dụng hạn chế (ví dụ cho đến khi lượng đạn dược cạn kiệt).

## Âm nhạc
Phần soundtrack được sáng tác bởi Philippe Vachey.

Đĩa CD-ROM bản PC gồm có hai track âm thanh với các chủ đề sau:
- Track 1 - "Time Commando"
- Track 2 - "Rush"